# イギリス国鉄2形2-6-2T蒸気機関車
イギリス国鉄2形2-6-2T蒸気機関車（イギリスこくてつ2がた2-6-2Tじょうききかんしゃ）は、イギリス国鉄が1953年から1957年に製造したタンク式機関車で、標準蒸気機関車の1形式である。

## 導入までの経緯
ジョージ・イヴァットの手によりロンドン・ミッドランド・アンド・スコティッシュ鉄道(LMS)時代に設計され、国有化を挟んで1946（昭和21）年から1952（昭和27）年にかけて製造されたLMSタンク式2形の改良型で、1952（昭和27年）から製造された国鉄標準テンダー式2形のタンク式版でもある。
これら2形式同様客貨両用機として設計され、出力区分は2MTとされた。変更点としてはローカル線の車両限界を考慮した運転席部分の縮小、一部部品の国鉄型共通仕様への変更、プッシュプル運転対応設備追加などが挙げられる。
本形式の導入にあたっては、すでにLMS設計機が130両投入され、老朽化の著しい私鉄大合併以前の雑型タンク機の大半が置き換えられた。そのため新型機を多数揃える必要はなかったので、LMS設計機の投入後もなお支線区に残存した少数の旧型機を置き換えるだけで十分な30両のみとなった。

## 製造
国鉄ダービー工場が設計を担当したが、同工場では製造されず、1953年から1957年に2次に分けて、別の国鉄工場2か所が担当した。1次機の20両はロンドン・ミッドランド鉄道管理局(LMR、旧LMSのイングランド国内)に、2次型の10両は南部鉄道管理局(SR、旧サザン鉄道線区)に配属された。
製造工場別の番号と両数は次のとおりである。
- クルー（20両）
  - 84000 - 84019

- ダーリントン（10両）
  - 84020 - 84029

なお、2次型の10両は最後のダーリントン工場製蒸気機関車になるかと思われたが2009（平成21）年にA1形60163号機が同工場で製造され、最終製造機ではなくなった。

## 塗装
全機とも黒1色だったが、最初の20両は国鉄初期の紋章(動輪にまたがるライオンの紋章)が描かれたのに対して、1957年の増備機は動輪を持ったライオンの紋章に変更され、初期の20両も同様に塗りなおされた。キャブ横の車番のサイズは1次型は標準の8インチ（20.3 cm）だったのに対し、2次型は10インチ（25.4 cm）に拡大された。

## 運用
1953年製の1次機はローカル線の貨客混合プッシュプル列車用になお残存していた大合併以前の雑型タンク機の置き換え用としてLMRに配属され、2形テンダー機と共通運用がとられた。SRの2次型は全機がアッシュフォード機関区に配置され、ロムニーマーシュ線とマーゲート～カンタベリー間のローカル列車で使用された。これらの路線が1960年代初頭に電化された際、大多数は北東鉄道管理局(NER)に転属したが、84010、84013～17、84019、84020、84025、84026、84028の10両はSRに残存した。1960（昭和35）年に84020、続いて残る9両が1965（昭和40）年に局内のイーストリー機関区に再転属し、ワイト島に残存していたロンドン・アンド・サウスウエスト鉄道(L&SWR)時代の老朽機O2形の置き換えが予定されたものの、客車は置き換えられずアコモ改善につながらなかったため、結局一度もワイト島で運用されないまま全て廃車となった。その後ワイト島の路線はビーチング・アックスのあおりを受けて大幅に縮小し、残る1路線も1967年にロンドン地下鉄からの中古車による電化で無煙化されることとなった。
84009はロイストン機関区が1956年9月にNERに移管された際にLMRからERに転属し、ER唯一の2形となったが、その後ハルデイリー・コーツ機関区を経て1962年12月にランディドノ・ジャンクション機関区に転属しLMRに戻ることとなった。
84000と84004は、1963年9月にLMRのオスウェストリー機関区に転属したが、同年短期間ながら西部鉄道管理局(WR)内でも運行されていた。
この他一部のSR所属機はLMRに転属する前にブリックレイザーズアームズ、エクスマウス・ジャンクション、ブライトンの各機関区で数か月間運用実績がある。
| 年   | 運用数 | 廃車数 | 車番                    |
| ---- | ------ | ------ | ----------------------- |
| 1963 | 30     | 1      | 84012                   |
| 1964 | 29     | 9      | 84001/07/20–24/27/29    |
| 1965 | 20     | 10     | 84000/02–06/08–09/11/18 |
| 1966 | 10     | 10     | 84010/13–17/19/25–26/28 |

## 保存
本形式は廃車後、1両も保存されることなく全車が解体されたが、同型機のテンダー機バージョンは4両現存し、そのうちウッドハム・ブラザーズ社のスクラップ工場で保管されていた78059がタンク機に改造されることとなり、本形式のラストナンバーの続番として"84030"の番号が与えられた。
78059改め84030が改造の種車に選ばれたのは、保管中に炭水車が紛失したことと、運行される予定のブルーベル鉄道はかつてのSR管内にあり、局内で活躍しなかったテンダー機のままより、配置された実績のあるタンク機に改修するほうがブルーベル鉄道に適しているとされたためである。
78059は保存会によって7500ポンドで買い取られ、1983（昭和58）年5月23日にブルーベル鉄道に入線したが、それからしばらくは資金難により復元は停滞していた。それでも2011年には台枠後部の延長改造が完了したが、長年の雨ざらしによる部品の劣化などの理由で保管場所の確保などが必要とされ、完成までには程遠い。

## 関連リンク
- Railuk database
- Bluebell page for "84030"